# 斯科特·安德鲁斯 (冰壶运动员)
斯科特·安德鲁斯（英語：Scott Andrews，1989年6月14日—），生于普雷斯特威克，苏格兰男子冰壶运动员。他曾代表英国参加2014年冬季奥林匹克运动会冰壶比赛，获得一枚银牌。